# 慈云祥
慈云祥（1926年11月—2022年12月23日），男，安徽桐城人，中国分析化学家，曾任北京大学教授、博士生导师。